# 基拉·大和
煌·大和（日语：キラ・ヤマト）是2002年开始播出的日本动画片《機動戰士鋼彈SEED》的男主角。他也在该片的续作《機動戰士鋼彈SEED DESTINY》及《机动战士GUNDAM SEED FREEDOM》中作为男主角之一出现。为基拉·大和担任配音的是声优保志总一朗。

## 人物簡介
鋼彈SEED前期
海利歐波里斯的工業學院的16歲學生，在碰上進行奪取G兵器作戰的克魯澤隊時，在避難中偶然開上了攻擊鋼彈，實際上是為了成為最完美的調整者而誕生的超級調整者，MS戰鬥能力方面是經歷過雅金·杜威戰役、彌賽亞戰役的最強駕駛員。
鋼彈SEED後期
與阿斯蘭戰後受傷的煌，在與拉克絲和馬爾奇歐導師居住的時間中，思考自己戰鬥的意義。獲得自由鋼彈後，與拉克絲及大天使號合作，為了終止戰爭繼續戰鬥。煌將自由的性能最大限度地發揮，使之成為當時最強的MS。
鋼彈SEED DESTINY
前次大戰終結後與拉克絲在奧布的別墅隱居，在暗殺部隊自主要暗殺拉克絲的事件，因而再次參戰，最終與阿斯蘭和解，在彌賽亞攻防戰中打敗杜蘭朵。

## 經典語錄
1. 我不想殺人，但是不要逼著我去殺。（對阿斯蘭）
2. 我很想相信杜蘭朵議長，但是札多的所作所為讓我無法去這麼做。（對阿斯蘭）
3. 儘管如此，但是出現在P.L.A.N.T.的拉克絲又是怎麼回事？（對阿斯蘭）
4. 但是我對杜蘭朵議長所說的一件事是認可的，就是盡快結束這場戰爭。（對阿斯蘭）
5. 每個人的生命是獨一無二的，你的生命只屬於你自己而不是克魯澤。（對尼爾）
6. 一起戰鬥吧，守護這個世界。（對真·飛鳥）
7. 別磨蹭，你們到底想怎麼辦？（對阿斯蘭和真）
8. 你们是恋人吧？真他经常女朋友长女朋友短的。（对露娜）
9. 快住手吧…。認真打起來的話，賽伊是不可能打得過我的…。（对賽伊）

## 駕駛機體
- 攻擊鋼彈[8][11][2]
- 自由鋼彈[10][3][18]
- 嫣紅攻擊鋼彈（於自由鋼彈損壞後曾駕駛該機緊急升空去救援在軌道上遇險的永恆號，並於該次行動中遭到重創）
- 攻擊自由鋼彈
- 飛昇自由高達
- 突擊自由高達貳式
- 突擊自由高達極

## 能力
SEED
煌·大和擁有在調整者之中有著極高身體能力和頭腦，使其能快速提升MS操縱技術，此外，當情緒達到一定水準時，就會發動SEED能力，判斷力和身體能力提升，初次發動時便獲得了單機對抗一個部隊的力量。
超級調整者成功體
犧牲眾多失敗的兄弟姊妹後而成功製造的完美調整者唯一成功的個體，擁有遠遠超過一般調整者的強大素質，可以在短時間改良自然人用OS，成功解決了調整者生育力低下的問題。

## 原作劇情

### 機動戰士鋼彈SEED
機動戰士鋼彈SEED的主角，煌居住在資源衛星殖民地「海利歐波里斯」，擁有高超的編輯程式技巧，是殖民衛星海利歐波里斯的工業學院的學生，幫助教授研究和開發程式，當自然人和調整者的戰爭波及到海利歐波里斯時，煌在不得已的情況下駕駛著機動兵器GAT-X105 攻擊鋼彈，對抗調整者的組織札夫特以保護他的朋友，身為調整者，煌擁有異於常人的智力和身體素質，使他可以輕易的駕駛攻擊鋼彈，當煌知道自己的好友阿斯蘭·薩拉是札夫特的成員時，他很驚訝，在他們上一次離別時，阿斯蘭贈與煌機械鳥托利（トリィ、Torī）當作他們友誼的象徵
因為札夫特的攻擊和攻擊鋼彈炎神的威力海利歐波里斯因此毀滅，煌在海利歐波里斯毀滅後發現引擎損壞的救生艇並將它帶到大天使號，裡面是海利歐波里斯的平民，就這樣海利歐波里斯的倖存者被帶上了大天使號，為了保護他們身為調整者的煌與同胞戰鬥，起初他很抗拒，不想與阿斯蘭為敵，害怕殺人，但為了保護朋友他不但與小時候的朋友阿斯蘭交戰甚至還被地球軍的軍官說是調整者的叛徒，雖然大天使號上的成員都很感謝煌把煌當作自己人，但沒有人瞭解煌心中的痛苦，煌也因此時常一個人默默哭泣，在尤尼烏斯7號殘骸中進行補給時煌救了搭乘逃生艇在宇宙中漂泊的P.L.A.N.T.評議會議長西蓋爾·克萊因之女拉克絲·克萊因，因為拉克絲的關係讓煌心中的傷痛得到了一點撫慰，之後與札夫特交戰因為先遣隊被全滅而面臨危機時大天使號把拉克絲當人質逃過一劫，這使煌對大天使號的成員感到不滿，後來因為沒保護好先遣隊而死亡的芙蕾父親而被芙蕾責怪，面對芙蕾的責怪煌再次難過得哭泣，在哭泣的煌面前因拉克絲突然出現而停止，在與拉克絲聊天時發現自己第一次在大天使號上遇到能瞭解自己痛苦的人，在得知拉克絲是阿斯蘭的未婚妻時煌下定決心要把拉克絲送回札夫特，並在大天使號上朋友的幫助下成功將拉克絲交還給阿斯蘭，雖然阿斯蘭希望煌也能一起來但煌仍然拒絕了阿斯蘭並回到了大天使號上，在與第8艦隊會合前受到伊薩克等人襲擊，在這次戰鬥煌初次發動SEED擊退伊薩克，與第8艦隊會合後煌本來想離開大天使號，但看到因芙蕾自願參軍而決定留在大天使號上的朋友們後煌也下定決心留下來正式成為地球軍。
煌在降下地球前往阿拉斯加的過程中保護大天使號，在芙蕾·阿斯達的控制下，煌在保護大天使號的過程中逐漸變得好戰，且可以毫不猶豫的殺人，還有搶了他的好友賽爾的女朋友還覺得自己沒有問題⋯⋯，但再次遇到卡佳里後漸漸擺脫芙蕾的控制，在偶然的機會來到歐普並幫助歐普編寫能讓自然人駕駛MS的OS，離開歐普後立馬與阿斯蘭等人交戰，煌殺死了阿斯蘭的戰友尼可·阿瑪菲而阿斯蘭殺死煌的朋友托爾·肯尼西，兩人因此自相殘殺，最後攻擊鋼彈因為神盾鋼彈的自爆重度損毀，煌在面临死亡的那一瞬间被及时赶到的罗·裘尔用异端高达红色機的武器「菊一文字剑」救出，随后受傷的他被馬爾奇歐導師發現並把他送往調整者的居住地P.L.A.N.T.（札夫特的根據地），接受拉克絲·克萊因的治療。
治療中的煌因為和阿斯蘭自相殘殺和想起被自己奪走的生命還有無法保護的生命而哭泣並開始思考在這場戰爭中什麼才是必須與之對抗的，當知道札夫特計畫要攻擊大天使號所在的阿拉斯加基地時，煌決定要為了終止戰爭繼續戰鬥，拉克絲在看到煌的決心後決定將札夫特的新型MS ZGMF-X10A 自由鋼彈 交給煌，以幫助大天使號，煌在駕駛自由鋼彈時會盡量避免敵人的駕駛艙，之後地球軍攻擊歐普加入了歐普保衛戰，在阿斯蘭的支援下擊退了地球軍，並在歐普與阿斯蘭重修舊好。上宇宙後解救被札夫特軍追趕的永恆號並與大天使號、歐普軍的草薙號還有克萊因派的永恆號組成三艦同盟進行武裝和平運動阻止失控的聯合和札夫特交戰。
在戰爭中，煌來到殖民地孟德爾裡的實驗室並從札夫特的白衣拉烏·魯·克魯澤口中得知自己的身世，自己在這個實驗室裡唯一一個成功從人造子宮誕生的超級調整者 ，擁有遠遠超越一般調整者的力量，並從中得知自己是卡佳里·由拉·阿斯哈的雙胞胎弟弟，煌是被大和夫婦領養的 ，煌因而開始懷疑自己是否應該誕生在這個世界上，之後因拉克絲承認自己的存在（重製版第44集拉克絲對煌說:遇見你 我感到很幸福）並希望煌陪在她身邊而釋懷，在最後出戰前從拉克絲那裡拿到一枚戒指，在最終戰煌與克魯澤駕駛的天帝鋼彈交戰，而在克魯澤殺死芙蕾後與芙蕾的靈魂見面，得知芙蕾的思念會保護自己煌再次和克魯澤戰鬥，雖在克魯澤的言語和猛烈攻擊下陷入苦戰，但最終還是擊敗了克魯澤。戰爭也在同時迎來了終結。

### 機動戰士鋼彈SEED DESTINY
煌·大和在鋼彈SEED DESTINY中，煌在戰後和拉克絲隱居在歐普近海的島嶼 幫忙馬爾奇歐導師照顧孤兒 ，之後因為尤尼烏斯7號墜毀導致居住地全毀，煌和拉克絲以及馬爾奇歐、雁田大和等人與孩子們一起搬到在阿斯哈名下的別墅生活的瑪琉等人那裡居住，在歐普決定跟大西洋聯邦簽約而考慮要搬去P.L.A.N.T.生活的晚上因為調整者的特殊部隊試圖暗殺拉克絲，迫使煌再度駕駛自由鋼彈擊敗暗殺部隊。當歐普決定加入地球聯合方參與戰爭時，煌和大天使號介入了戰局使其保持國家中立，煌懷疑P.L.A.N.T.議長吉伯特·杜蘭朵跟暗殺拉克絲的事件有關（設定集明確的寫著暗殺就是杜蘭朵指使的），但是其實想要暗殺他們的部隊挺多的，也有元薩拉派的，阿斯蘭也懷疑他的動機 。煌和大天使號第二次介入戰局時將阿斯蘭駕駛的救星鋼彈擊破，在柏林為了阻止破滅鋼彈的屠殺而與其戰鬥並擊落尼歐駕駛的威達，在真要制止駕駛破滅鋼彈的史黛菈時因為看到脈衝鋼彈後面的自由鋼彈而再次失控，在千鈞一髮之際煌將破滅鋼彈給擊破，卻也導致史黛菈傷重不治，也因為這樣而遭到真的怨恨，在Angel Down作戰計劃中，自由鋼彈與脈衝鋼彈展開了一場激戰，起初自由鋼彈佔有優勢，但被脈衝鋼彈的駕駛員真·飛鳥反過來利用雷·札·巴雷爾研究的其不攻擊駕駛艙的習慣，發揮魅影系統的特性逆轉局勢，情況危急的煌最後瞄準駕駛艙的攻擊也被避開，最終被脈衝鋼彈擊墜，由於煌在自由鋼彈被貫穿的同時將自由鋼彈的反中子干擾器關閉，避免了機體產生核爆的危險，雖然和自由鋼彈沉入了大海但也因此保住了性命。
隱藏在宇宙的永恆號陷入危機時，煌駕駛著嫣紅攻擊鋼彈上宇宙保護永恆號，並以高超的駕駛技術迅速的削去了數架薩克戰士與古夫烈焰型，無奈機體性能差距太大和數量太多，縱使憑煌的駕駛技術也無法彌補機體性能的不足，嫣紅攻擊鋼彈在替永恆號擋炮後，失去了所有武器，之後聽從安德列·渥特菲德的建議到永恆號領取新機體，進入永恆號後拉克絲將新的MS ZGMF-X20A攻擊自由鋼彈給予煌，使他可以繼續戰鬥 獲得新MS的煌僅僅花了兩分鐘便擊墜了25台薩克戰士和數台古夫烈焰型。在札夫特攻擊歐普時煌帶著駕駛無限正義鋼彈的拉克絲降下地球解救被真駕駛的命運鋼彈壓制住的卡佳里並在阿斯蘭的支援下擊退札夫特軍，當歐普保衛戰結束後卡佳里透過全球轉播向全世界傳達歐普的立場和質問杜蘭朵前陣子對杜蘭朵的侵略行為時被假冒拉克絲的蜜雅妨礙，為了幫助卡佳里，煌駕駛攻擊自由鋼彈送拉克絲到歐普行政府表露身份藉此揭穿蜜雅以及傳達杜蘭朵議長的真面目。
在哥白尼與拉克絲、阿斯蘭還有美鈴購物時拉克絲收到蜜雅·坎貝爾的紅色哈囉帶來的一張便條，內容是「拉克絲小姐，請你救救我！我將會被殺！」雖然阿斯蘭和美鈴相信這是一個陷阱，但拉克絲無論如何都決定要去，她認為蜜雅請求自己的幫助。煌後來同意了拉克絲的決定並幫忙說服阿斯蘭和美鈴，最後他們決定一起陪同拉克絲去見蜜雅。蜜雅在空的圓形露天劇場會見拉克絲等人，莎拉帶領的暗殺部隊圍繞著等待伏擊。蜜雅堅持自己就是拉克絲·克萊因，拉克絲嘗試使蜜雅冷靜下來，但也不知情地進入了莎拉的視線，幸好煌的機械鳥提醒他們注意莎拉，之後槍聲接連不斷，當阿斯蘭幹掉大部分暗殺部隊人員的時候，莎拉投擲了一個手榴彈出來，但被美鈴將之射回給莎拉，莎拉重傷倒下。當所有槍響結束後，穆·拉·福拉卡駕駛曉鋼彈到逹了，當拉克絲登上曉鋼彈的手上時，煌邀請蜜雅跟他們一起逃跑，蜜雅也接受了。不過，瀕死的莎拉開槍射向拉克絲，唯一發現這件事的蜜雅設法推開拉克絲，卻被子彈擊中了。最後蜜雅她就這樣死在拉克絲的手臂上。之後把她的屍體帶到大天使號上，在那裡為她舉行了一個簡短而嚴肅的葬禮。之後陪在因看到蜜雅的日記而在蜜雅的遺體前哭泣的拉克絲身邊。
在杜蘭朵獲得安魂曲後發表了命運計劃， 煌和命運計畫的反對者們為了破壞安魂曲而與杜蘭朵率領的札夫特軍交戰，在戰鬥中擊破雷·札·巴雷爾所駕駛的傳說鋼彈，並與永恆號一同破壞軍事移動要塞彌賽亞後進入要塞內與杜蘭朵對峙，最後杜蘭朵被因為想相信煌所說的未來的尼爾射殺，而煌也在彌賽亞要塞完全毀滅前的千鈞一髮之際駕駛攻擊自由鋼彈脫離。
在OVA Final Plus以及重製版第50集「被選擇的未來」中，杜蘭朵死後，煌和真在歐普握手言和  ，劇情最後交代成為了札夫特白衣的煌和穿著歐普軍軍服的阿斯蘭以及真·飛鳥等人一同迎接接受伊薩克等人護衛回到P.L.A.N.T.的拉克絲，並在眾目睽睽下與拉克絲互相擁抱。

## 外傳劇情

### 鋼彈SEED ASTRAY
在與阿斯蘭激戰過後，神盾鋼彈自爆了，煌被恰好路過、在一旁觀戰的羅·裘爾背去馬爾奇歐導師門前，看了這場戰鬥紀錄的的叢雲劾，表示自己沒把握能打贏駕駛攻擊鋼彈的煌·大和

### 鋼彈SEED X ASTRAY
擁有凌駕於叢雲劾之上的戰鬥能力的超級調整者失敗品「卡納得·帕爾斯」，想要擊敗煌·大和，證明自己才是完全體，最後終於見到本人，但在這之前早已被普雷亞·雷腓力用自己的生命教育了一番，最終放棄了這個念頭。

### 鋼彈SEED DESTINY ASTRAY
以讓所有人得到幸福為目地的組織「家族」的首領瑪蒂斯，擁有世界各地的情報，利用操控情報來影響世界走向已達成自己的目的，其中無法控制的因素被稱為變因13，煌·大和是變因13的黑桃A。
寇特尼提出前次大戰是由少數的UACE（Ultra Ace）及High-End MS來決定戰爭走向的，在設定集中指出煌大和是其中一個UACE。（另外三個是真·飛鳥、阿斯蘭·薩拉、雷·札·巴雷爾）

### 鋼彈SEED C.E.73 Δ ASTRAY
在阻止卡佳里結婚時出現過，使用光束槍命中還沒看到目標的亞格尼斯所駕駛的Δ異端鋼彈的主攝影機，但因距離太遠沒對機體造成損傷。

### 鋼彈EXA
在第19話出現（但沒露臉），正在與雷·札·巴雷爾對戰，被主角雷奧斯評為「自己沒有介入那種水準戰鬥的技術」，此外叢雲劾亦在本作表明煌·大和是最強的機師。

## 全炮齊射的爭議

### 鎖定時的疑似定身效果
因為在動畫中自由鋼彈使用全炮門齊射時雜兵不動的動畫表現，被粉絲吐嘈鎖定時從來沒人抓空檔，更有部分人士因此認為煌的技術不如實際上的強（因為敵人「站著不動」）。實際上全炮門齊射時敵機沒有移動的爭議應該只是一種動畫運鏡的表現手法，該畫面是捕捉到所有機體一起中彈的瞬間定格畫面，才會看起來像是敵人站著不動挨打。而設定上多重鎖定系統是對敵人進行瞬間鎖定，並不存在所謂空檔。

### 自動鎖定
設定上，由於中子干擾器的影響，雷達在CE世紀中完全無法使用，所以依賴雷達技術的自動瞄準這種事情不可能存在。
此外，在HD重製版中追加了煌用攻擊鋼彈進行類似多重鎖定射擊的畫面。而同為Ultra Ace的雷·札·巴雷爾，亦曾經用不具備多重鎖定系統的傳說鋼彈進行過類似多重鎖定的對複數敵人的攻擊。而除了上述兩人以外，劇情中也偶有出現單一MS以複數火器同時攻擊多數敵機的場景（例如深淵鋼彈）。
對於該項疑問，某部份粉絲在討論後認為多重鎖定其實並非是自由鋼彈等系列機才具備的機能；而另一項疑問，某部份粉絲在討論後認為以自由鋼彈為首的同一批ZGMF-X系列機具備除了倚賴雷達的自動鎖定外其他的鎖定技術，才能連續施展諸如全炮門齊射的對多人用攻擊技術。（儘管沒有任何的設定能佐證這些說法）
但在RG自由鋼彈說明書中有提到，要將自由鋼彈的能力完美發揮，必須具備能夠預測軌道及把握一對多這种錯綜復雜的情況的高度空間認識能力，如果多重鎖定系統真是自動鎖定的話，上述的這些能力要求就顯的多餘了。

## 评价
基拉·大和这个角色受到动漫观众的好评，多次出现在Anime Grand Prix最受欢迎男性角色类别的人气投票中，其中2002年为第一名，2003年和2004年为第二名，2005年为第一名，2006年为第二名。在一次NHK举办的民意调查中，被评为高达系列中最佳角色第四名。在2012年的一个民意调查中，他的一句名言“即便如此，我也有我想要保护的世界啊！（それでも、守りたい世界があるんだ！）”被粉丝评为高达SEED中最佳名言。